# Kornelius Eich
Kornelius Eich (* 1989 in Frankfurt am Main) ist ein deutscher Regisseur, der u. a. am Schauspiel Frankfurt, am Stadttheater Bremerhaven sowie am Anhaltischen Theater Dessau arbeitet.

## Leben
Kornelius Eich ist gelernter Einzelhandelskaufmann und studierte Soziale Arbeit mit dem Schwerpunkt Kultur und Medien an der Frankfurt University of Applied Sciences.
Ab 2012 arbeitete er als Theaterregisseur in der freien Szene. Parallel absolvierte er Hospitanzen bei Jürgen Kruse, Mizgin Bilmen und Isaak Dentler am Schauspiel Frankfurt.
Hier spielte er 2015 auch in Kruses Inszenierung von Leonce und Lena mit. In der Spielzeit 2016/17 arbeitete er als Regieassistent am Staatstheater Wiesbaden, wo er u. a. Christian Franke und Ingo Kerkhof assistierte. Von August 2017 bis Juli 2020 war er am Schauspiel Frankfurt engagiert, wo er u. a. mit Jan Bosse, Anselm Weber, Jessica Glause, Roger Vontobel, Nele Stuhler und Jan Koslowski zusammengearbeitet hat.
Seit August 2020 arbeitet er als freier Regisseur. Ihn verbindet eine enge Zusammenarbeit mit den Autoren Zsuzsa Bánk, Fredrik Brattberg und Evelyne de la Chenelière sowie dem freien Theater Landungsbrücken Frankfurt. Zu seinen wiederkehrenden Teammitgliedern gehören u. a. Antigone Akgün, Thomas Osterhoff, Marvin Ott, Mareike Wehrmann und Friederike Weidner.
Im November 2023 war er zusammen mit Lutz Förster, Zsuzsa Bánk, Evelyne de la Chenelière und Gerda Poschmann-Reichenau im Rahmen der Mainz Residenz am Staatstheater Mainz zu Gast.

## Inszenierungen und Filme (Auswahl)
- 2018 Abschied von den Eltern von Peter Weiss am Schauspiel Frankfurt[6]
- 2019 Wieder da (DSE*) von Fredrik Brattberg am Schauspiel Frankfurt[11]
- 2020 Alles ist groß (UA*) von Zsuzsa Bánk am Schauspiel Frankfurt[5]
- 2020 Was ist Natur? | Vierteilige Kurzfilm-Serie für das Museum Sinclair-Haus[7]
- 2021 Ich bin der Wind von Jon Fosse am Theater Landungsbrücken Frankfurt[8]
- 2021 Zeit des Lebens (DSE*) von Evelyne de la Chenelière am Theater Landungsbrücken Frankfurt[9]
- 2022 Das weiße Dorf von Teresa Dopler am Theater Landungsbrücken Frankfurt[12]
- 2023 Demian von Hermann Hesse am Theater Landungsbrücken Frankfurt und am Stadttheater Bremerhaven[13]
- 2023 jó úszás nach Zsuzsa Bánk im Rahmen der Mainz Residenz am Staatstheater Mainz[10]
- 2023 Zur Nacht (DSE*) von Evelyne de la Chenelière am Theater Landungsbrücken Frankfurt[14]
- 2024 Break of Day (UA*) von Fredrik Brattberg am Anhaltischen Theater Dessau[15]
- 2026 und im Blau zu verschwinden nach Zsuzsa Bánk sowie mit Texten von Evelyne de la Chenelière am Theater Duisburg[16]

* DSE = Deutschsprachige Erstaufführung, UA = Uraufführung

## Gastspiele und Festivals
- 2019 Abschied von den Eltern am Theater Bosco in Gauting[17]
- 2021 Alles ist groß im Sommerbau des Künstlerhauses Mousonturm[18]
- 2022 Abschied von den Eltern am Stadttheater Aschaffenburg[19]
- 2022 Alles ist groß am Theater Bosco in Gauting[20]
- 2022 Das weiße Dorf auf dem Freilichtfestival Frankfurt[21]
- 2024 Zur Nacht am Theater Walhalla im Exil in Wiesbaden[22]

## Arbeitsweise und Stilmittel
Die ersten Inszenierungen und Filme von Kornelius Eich hatten als Schwerpunkt häufig den Tod und seine Auswirkungen auf die Hinterbliebenen. Die aktuelleren Arbeiten widmen sich historischen Figuren (Ingeborg Euler und Thomas Gnielka), legen den Fokus auf Mehrsprachigkeit (Zeit des Lebens) oder behandeln den Konflikt zwischen Karriere und Partnerschaft (Das weiße Dorf). Ein Merkmal von Eichs Inszenierungen ist das Zusammenspiel von Tragik und Komik. Hier einige Auszüge aus Theaterkritiken, die seine Arbeiten näher beschreiben:
- „Stoff, Dialoge, Schauspieler, Regie: Hier passt alles. Es ist darstellendes Spiel, das einen berührt.“ (Michael Hierholzer über Wieder da, Frankfurter Allgemeine Zeitung)[23]

- „Es ist eine schlichte und intime Inszenierung, die in den Landungsbrücken zu sehen ist. „Das weiße Dorf“, ein Zweipersonenstück der österreichischen Autorin Teresa Dopler, und von Kornelius Eich in Szene gesetzt, überzeugt mit wortgewaltigen Dialogen, die geschliffen und prägnant sind und die Geschichte von Ruth (Marlene-Sophie Haagen) und Jean (Florian Mania) erzählen.“ (Nicole Nadine Seliger, Frankfurter Allgemeine Zeitung)[24]

- „Und obwohl es um Trauer, Verlust und Sterben geht, gelingt es Regisseur Kornelius Eich, dem Thema die Düsternis und Beklemmung zu nehmen. Er macht daraus eine Betrachtung, die pendelt zwischen Tragik und Komik.“ (Bettina Kneller über Wieder da, Main-Echo)[25]

- „Ein starkes Solo, das dem spärlichen Material aus Szene, Kostüm, Requisit mit Hilfe der flexiblen Rezitationsstimme und kleiner Aktionen aus Mimik, Gestik und Bewegung ein Maximum an Variationen entlockt.“ (Marcus Hladek über Abschied von den Eltern, Frankfurter Neue Presse)
- „Dabei ist über weite Strecken des achtzigminütigen Textlabyrinths nicht ohne Weiteres nachvollziehbar, ob die Figur Jeanne, die offenbar im Koma liegt, männlich oder weiblich ist. Regisseur Kornelius Eich lässt zwei Männer und zwei Frauen agieren. Die fluiden Geschlechtsidentitäten unterstreichen den Eindruck einer somnambulen Zwischenwelt, in der es auf diese Dinge nicht mehr ankommt. Im Kern geht es um eine philosophische Auseinandersetzung mit dem Tod und die ewige Frage nach dem Sinn des Lebens, um existenzielle Grenzerfahrungen in einem diffusen Übergangsraum an der Schwelle zum Nichts.“ (Matthias Bischoff über Zeit des Lebens, Frankfurter Allgemeine Zeitung)[26]

- „Einfühlsam und klug analysiert der Totengräber das Geschehen, Schmerz und Humor reichen einander die Hände.“  (Katja Sturm über Alles ist groß, Frankfurter Neue Presse)[27]

- „Regisseur Kornelius Eich und Schauspieler Nils Kreutinger schaffen in einer Stunde eine herrlich glamourös-neurotische Dandy-Figur, mehr geleckter Johnny Cash, denn morbider Totengräber.“ (Christiane Lutz über Alles ist groß, Süddeutsche Zeitung)[28]